# 阿楞多尔莫湖 (达来苏木)
阿楞多尔莫湖是位于中国内蒙古自治区呼伦贝尔市新巴尔虎右旗达来苏木东南的一个湖泊。其位置约在东经117°08′，北纬48°58′。湖面海拔541米，面积达1.5平方公里。该湖为咸水湖。阿楞多尔莫湖在蒙古语中的意思是后蹬子湖。